# Proiezioni ortogonali
Nel disegno tecnico e nella computer grafica, una proiezione ortogonale è una tecnica di rappresentazione mediante la quale vengono utilizzate diverse immagini bidimensionali per rappresentare un oggetto tridimensionale.

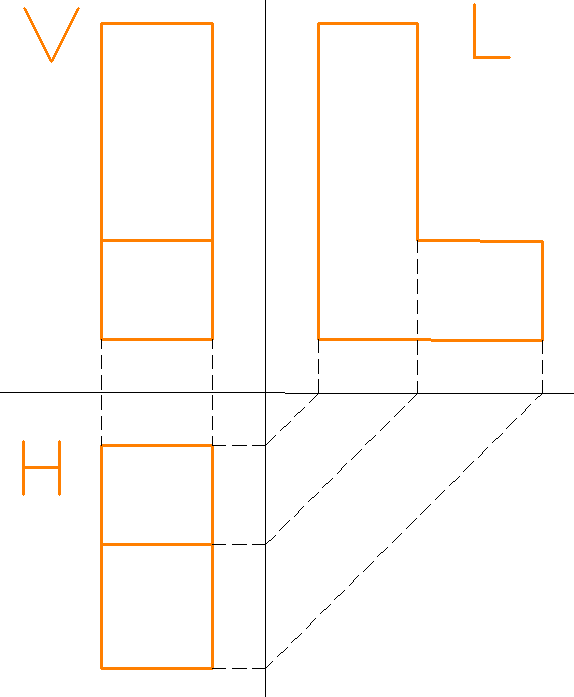
Rappresentazione in un sistema triedrico (tre piani che si intersecano perpendicolarmente) di un solido a forma di lettera «L». Le due figure a sinistra sono le proiezioni o viste principali del solido, verticale e orizzontale. La figura a destra è la vista laterale dello stesso solido.

Questo metodo di rappresentazione permette di ottenere tre (o sei) diverse immagini di un oggetto grazie alla proiezione di raggi perpendicolari ai tre piani di proiezione principali: orizzontale (PO), verticale (PV) e laterale (PL).
Queste immagini che si vengono a creare sono chiamate viste e nello specifico: vista frontale, vista dall'alto e vista laterale. Altri nomi per queste viste possono essere pianta e prospetto. Quando il piano o l'asse dell'oggetto rappresentato non è parallelo uno dei piani di proiezione e quindi nella stessa immagine sono visibili più lati di un oggetto, si parla di vista ausiliaria.

## Introduzione

Alcune proiezioni. Sulla sinistra vengono mostrate le proiezioni ortogonali.

Il metodo delle proiezioni ortogonali utilizza le proiezioni parallele, cioè quelle proiezioni in cui l'origine dei raggi proiettanti è posta all'infinito.
I raggi proiettanti sono sempre ortogonali ai piani di proiezione: il piano orizzontale (PO), il piano verticale (PV) e il piano laterale (PL). Su ognuno dei piani di proiezione verrà a formarsi un'immagine dell'oggetto da rappresentare, chiamata vista.
I tre raggi che solitamente vengono presi in considerazione per le proiezioni ortogonali sono rispettivamente paralleli:
- All'asse y (verticale): per la vista superiore (ed eventualmente inferiore), che è nota come pianta (perché mostra la disposizione di elementi su un piano orizzontale, come ad esempio un piano di un edificio).
- All'asse z (orizzontale): per la vista frontale (ed eventualmente posteriore), nota come prospetto o alzato (perché mostra le altezze di un oggetto come un edificio).
- All'asse x (orizzontale): per la vista laterale di sinistra (ed eventualmente destra), nota anche come prospetto o alzato, segue lo stesso ragionamento.

Questi tre piani di proiezione si intersecano tra loro, formando un triedro retto costruito intorno all'oggetto. Tradizionalmente, queste tre viste vengono presentate nello stesso piano "dispiegando" le facce del triedro in modo che siano tutte contenute nello stesso piano (vale a dire, il piano del supporto su cui tutte le immagini verranno presentate insieme, come un foglio o un monitor di computer, ecc.).
La formulazione originale di questo metodo, ideata da Gaspard Monge, non prevedeva il PL (piano laterale) dunque in seguito invece di triedro si parlerà semplicemente di diedro.

## Viste principali
Le proiezioni ortogonali mostrano le viste principali di un oggetto, ciascuna osservata da una direzione parallela a uno degli assi principali. Queste viste principali sono chiamate piante e prospetti. A volte vengono mostrate come se l'oggetto fosse stato tagliato o sezionato per esporre l'interno: queste viste sono chiamate sezioni.

### Pianta

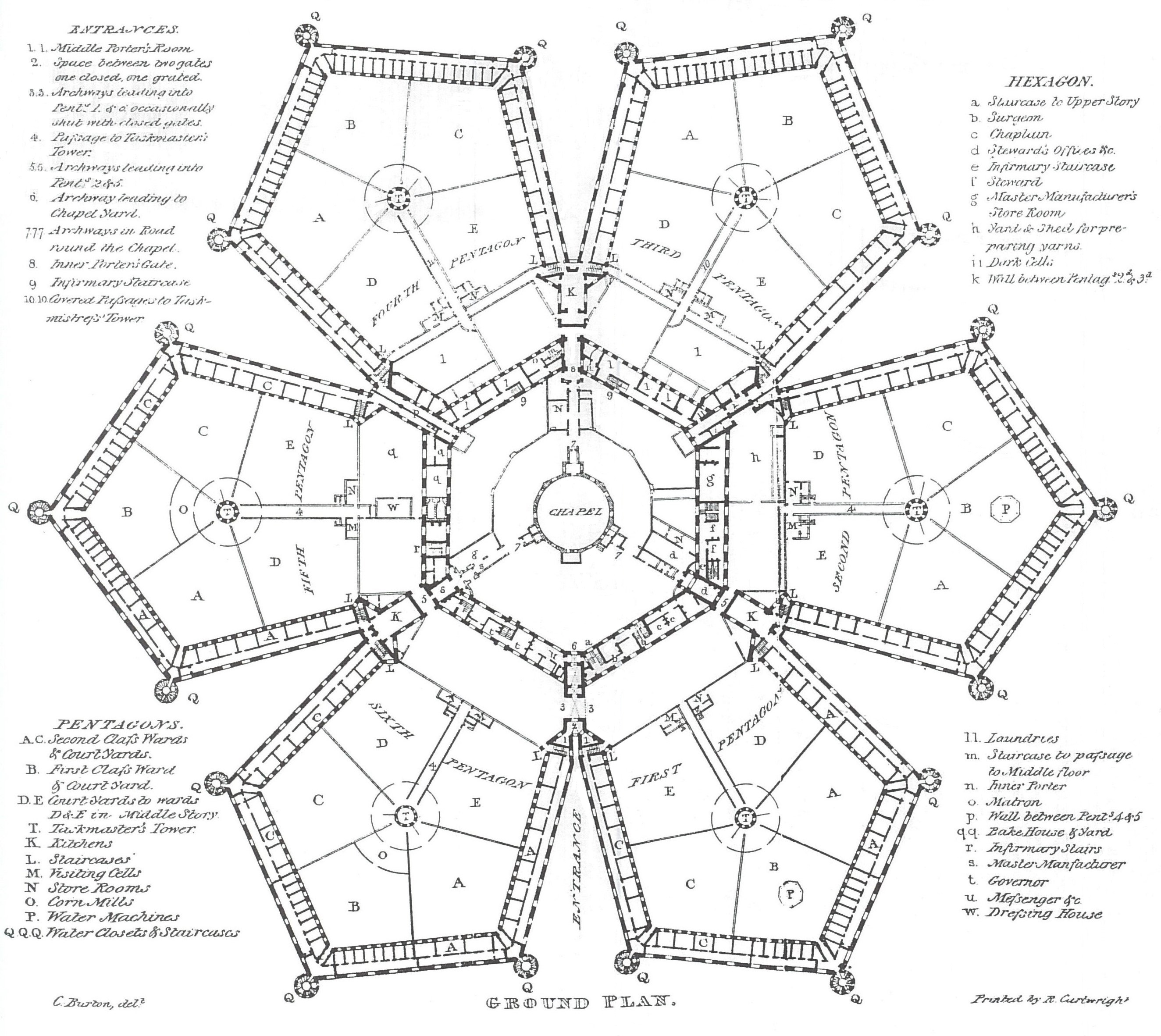
Una vista in pianta della prigione di Millbank, 1828

Una pianta è una vista di un oggetto dall'alto (o talvolta dal basso) sul piano orizzontale (PO).
La vista in pianta dall'alto di un edificio è chiamata pianta del tetto. Una sezione generata da un piano orizzontale che attraversa le pareti e che mostra il pavimento sottostante è chiamata pianta del pavimento.

### Prospetto

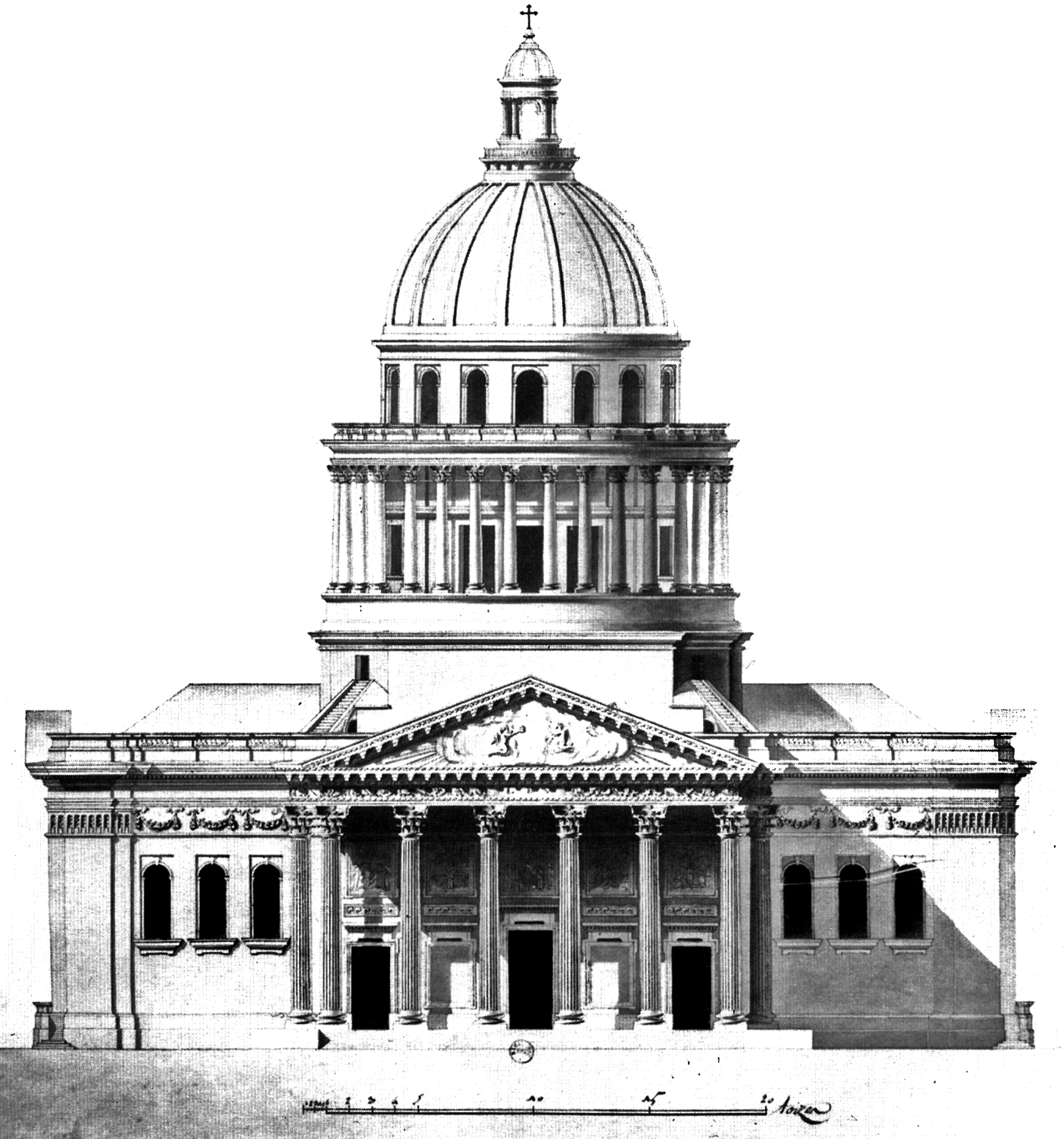
Facciata principale del Pantheon, Parigi, di Jacques-Germain Soufflot.

Il prospetto (o alzato) è la vista frontale di un oggetto sul piano verticale (PV) o sul piano laterale (PL) e viene indicata come prospetto frontale, prospetto laterale [di sinistra/destra] e prospetto posteriore.
Un prospetto è un metodo comune per rappresentare la l'aspetto e i dettagli esterni di un oggetto tridimensionale. Le facciate degli edifici sono mostrate come prospetti nei disegni architettonici e nei disegni tecnici.
Un prospetto di un edificio è tipicamente definito in relazione alla direzione verso cui è rivolto. Ad esempio, il prospetto nord di un edificio rappresenterà la facciata rivolta a nord. Nell'edilizia i prospetti sono utili per la rappresentazione degli elementi esterni, come le altezze dei colmi, le finiture, l'inclinazione delle falde del tetto e altri dettagli architettonici.

### Sezione
Una sezione è una vista di un oggetto tridimensionale dal punto di vista di un piano che attraversa l'oggetto.
Una sezione è un metodo comune per rappresentare la disposizione interna di un oggetto tridimensionale. Viene spesso utilizzata nel disegno tecnico in cui la porzione sezionata viene mostrata tratteggiata. Lo stile del tratteggio spesso indica il tipo di materiale attraversato dalla sezione.

Con la tomografia assiale computerizzata, i computer costruiscono sezioni trasversali dai dati a raggi X.

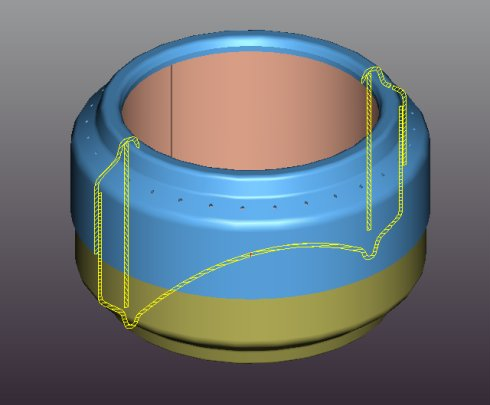
Una vista 3D di un fornello per lattine con una sezione trasversale in giallo.
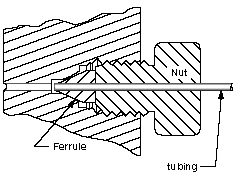
Una vista in sezione trasversale 2-D di una guarnizione a compressione.
Sezione trasversale di un motore a reazione

## Rappresentazione di elementi geometrici

### Rappresentazione di un punto

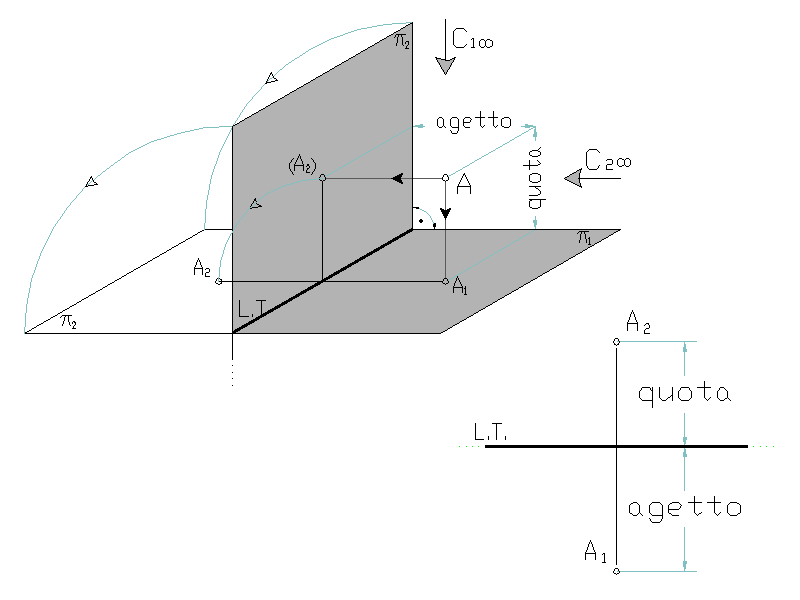
Proiezione di un punto

La proiezione ortogonale di un punto su un piano è sempre un punto. Per trovare la posizione del punto rispetto al sistema di riferimento bisogna studiare le sue tre proiezioni sui piani principali: piano orizzontale (PO), piano verticale (PV) e piano laterale (PL).
La quota (o altezza) di un punto è la distanza tra esso e la sua proiezione sul piano orizzontale o, in altre parole, la distanza tra la sua proiezione sul piano verticale e la linea di terra (LT).
L'aggetto di un punto è la distanza tra esso e la sua proiezione sul piano verticale, che è equivalente alla distanza tra la sua proiezione sul piano orizzontale e la linea di terra (LT).
Le proiezioni sul piano verticale e orizzontale di un punto sono sempre allineate, essendo il segmento che le unisce (detto retta di richiamo) perpendicolare alla linea di terra (LT).

### Rappresentazione di una retta
Una retta è definita quando sono note almeno due sue proiezioni, orizzontale e verticale. La proiezione di una retta su un piano può essere un'altra retta, scorciata o in misure reali; oppure un punto, se la retta è perpendicolare a tale piano. Conoscendo le proiezioni di almeno due punti appartenenti una retta, è sempre possibile trovare la proiezione della retta, unendo questi due punti.

### Rappresentazione di un piano
Un piano è definito dalle sue tre tracce: la verticale, l'orizzontale e la laterale. Le tracce di un piano consistono nelle sue linee di intersezione con i piani principali (PV, PO e PL). Un piano può essere perpendicolare a due, a uno o a nessuno dei piani principali: in quest'ultimo caso si viene a formare il triangolo delle tracce.

### Rappresentazione di una circonferenza
La proiezione di una circonferenza genericamente inclinata è un'ellisse. Se invece la circonferenza è parallela a uno dei tre piani principali la proiezione su questo piano sarà una circonferenza congruente a quella data, mentre sarà un segmento sugli altri due piani.

### Rappresentazione di un solido
Un solido è rappresentato dalla proiezione dei suoi spigoli, o delle sue curve generatrici. Nel metodo europeo gli spigoli più vicini al punto di osservazione sono rappresentati come segmenti di linea continua, e quelli posteriori, o nascosti, da segmenti di linea tratteggiata. Le aree sezionate sono indicate da linee parallele inclinate.

## Normativa

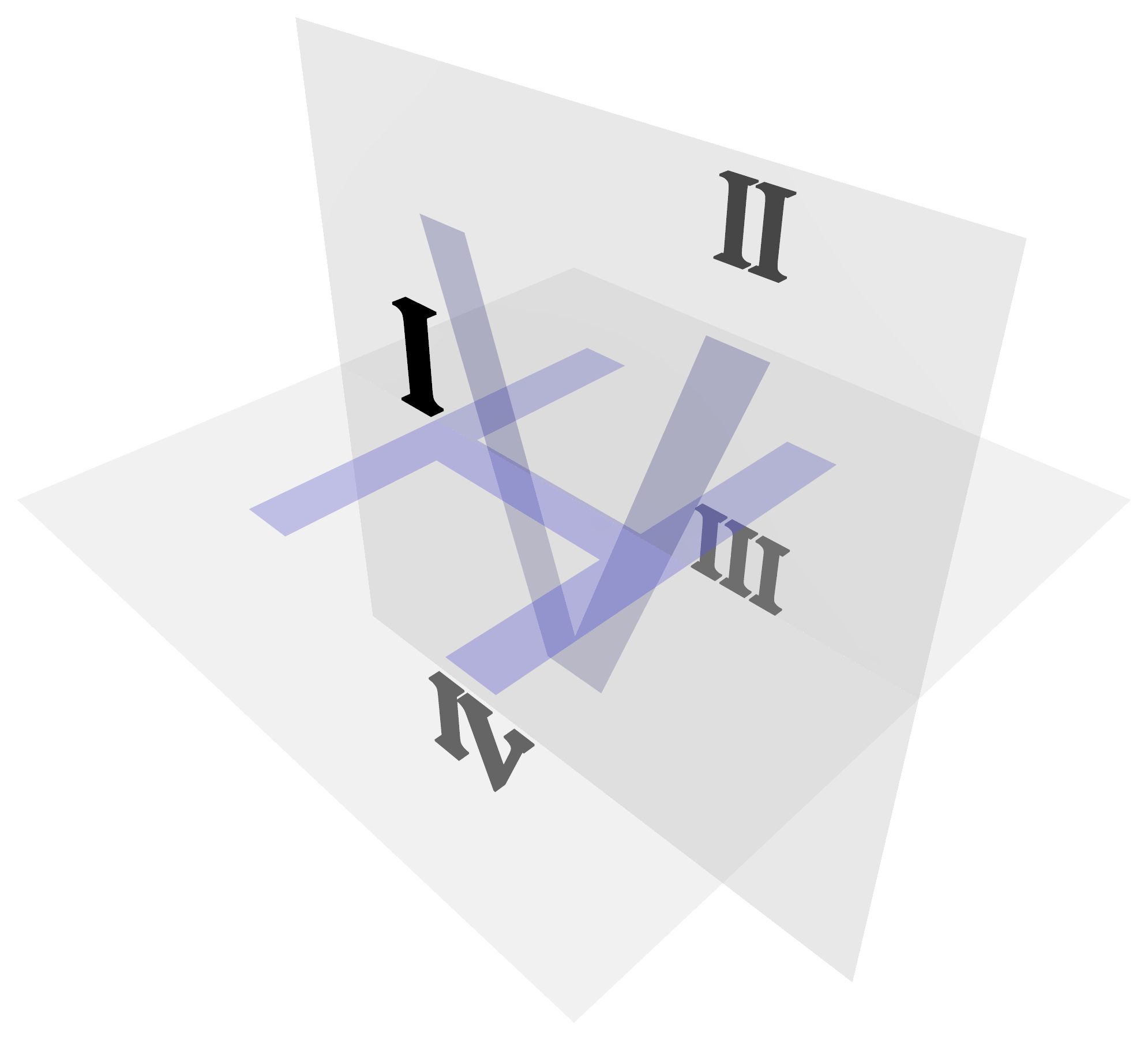
Il diedro ideato da Gaspard Monge. L'oggetto può essere posizionato o nel I quadrante o nel III quadrante

Il punto in cui viene posizionato l'oggetto rispetto al diedro mongiano ha portato a due standard di proiezione predominanti:

### Proiezione del primo diedro (metodo europeo)
Nel metodo europeo l'oggetto è concettualmente situato nel primo diedro, cioè fluttua sopra e davanti ai piani di proiezione, dunque gli oggetti si troveranno tra l'osservatore e il piano di proiezione. I piani sono immaginati opachi e ogni vista viene proiettata attraverso l'oggetto sul piano dietro di esso. Immaginando il cubo ideale che circonda l'oggetto, ogni vista viene proiettata sulle pareti interne del cubo. La rappresentazione bidimensionale dell'oggetto viene quindi creata "spiegando" il cubo, per visualizzare tutte le pareti interne.

L'immagine di un solido posizionato nella "scatola" ideale.
La stessa immagine, con le viste dell'oggetto proiettate all'interno delle pareti utilizzando la proiezione del primo diedro.
Immagine simile che mostra la scatola che si apre intorno all'oggetto.
Immagine che mostra proiezioni posizionate l'una rispetto all'altra secondo la proiezione del primo diedro.

### Proiezione del terzo diedro (metodo americano)
Nel metodo americano l'oggetto è concettualmente posizionato nel terzo diedro, cioè è posizionato sotto e dietro i piani di proiezione, dunque il piano di proiezione si troverà tra l'osservatore e l'oggetto. I piani sono immaginati trasparenti e ogni vista viene proiettata sul piano più vicino. Immaginando il cubo ideale che circonda l'oggetto, ogni vista dell'oggetto viene proiettata sulle pareti esterne (trasparenti) del cubo. La rappresentazione bidimensionale dell'oggetto viene quindi creata "spiegando" il cubo, per visualizzare tutte le pareti esterne.

L'immagine di un solido posizionato nella "scatola" ideale.
La stessa immagine, con le viste dell'oggetto proiettate all'esterno delle pareti utilizzando la proiezione del terzo diedro.
Immagine simile che mostra la scatola che si apre intorno all'oggetto.
Immagine che mostra proiezioni posizionate l'una rispetto all'altra secondo la proiezione del terzo diedro.

### Simboli

Simboli utilizzati per definire se una proiezione è europea (a sinistra) o americana (a destra)

Per evitare confusione, nei disegni tecnici, la proiezione è indicata da un simbolo internazionale che rappresenta un cono troncato nella proiezione del primo o del terzo diedro, come mostrato dal diagramma a destra.
Tridimensionalmente si tratta di tronco di cono, con l'estremità piccola rivolta verso lo spettatore. La vista frontale è, quindi, due cerchi concentrici. Il fatto che il cerchio interno sia disegnato con una linea continua anziché tratteggiata identifica questa vista come vista frontale, non come vista posteriore. La vista laterale è un trapezio isoscele.

### Uso territoriale
Il metodo del primo diedro è usato nella maggior parte del mondo. È standard in tutta Europa e in Asia (escluso il Giappone). La proiezione del primo diedro era ampiamente utilizzata nel Regno Unito, ma durante la seconda guerra mondiale, i disegni britannici inviati per essere prodotti negli Stati Uniti, come la Rolls-Royce Merlin, dovevano essere disegnati in proiezione del terzo diedro prima di poter essere prodotti, ad esempio, come il Packard V-1650 Merlin. Ciò significava che alcune aziende britanniche adottavano completamente la proiezione del terzo diedro. BS 308 (Parte 1) Engineering Drawing Practice, ha dato la possibilità di utilizzare entrambe le proiezioni, ma generalmente ogni illustrazione viene eseguita nel primo diedro.
Il metodo del terzo diedro è più comunemente usata in America, Giappone (in JIS B 0001：2010); ed è preferito in Australia, come stabilito in AS 1100. 101—1992 6.3.3.

## Viste ausiliarie
Una vista ausiliaria o pittorica, è una proiezione ortogonale proiettata su qualsiasi piano diverso da una delle sei viste principali. Queste viste vengono generalmente utilizzate quando un oggetto ha una superficie su un piano obliquo. Proiettando su un piano parallelo alla superficie obliqua, vengono mostrate le dimensioni e la forma reali della superficie. Le viste ausiliarie vengono spesso disegnate utilizzando la proiezione isometrica.